# Bereżanka (rejon czemerowiecki)
Bereżanka (ukr. Бережанка) – wieś na Ukrainie w rejonie czemerowieckim obwodu chmielnickiego.
Urodził się tu Tadeusz Marian Jan Nepomucen Petrażycki (ur. 15 sierpnia 1885, zm. wiosną 1940 w Charkowie) – pułkownik audytor Wojska Polskiego, dowborczyk, senator RP, ofiara zbrodni katyńskiej.